# Yusufeli
Yusufeli – miasto (6400 mieszkańców) w prowincji Artvin, w Turcji, położone nad rzeką Çoruh.